# Libellago daviesi
Libellago daviesi är en trollsländeart som beskrevs av Van Tol 2007. Libellago daviesi ingår i släktet Libellago och familjen Chlorocyphidae. Inga underarter finns listade i Catalogue of Life.